# Transport de fonds

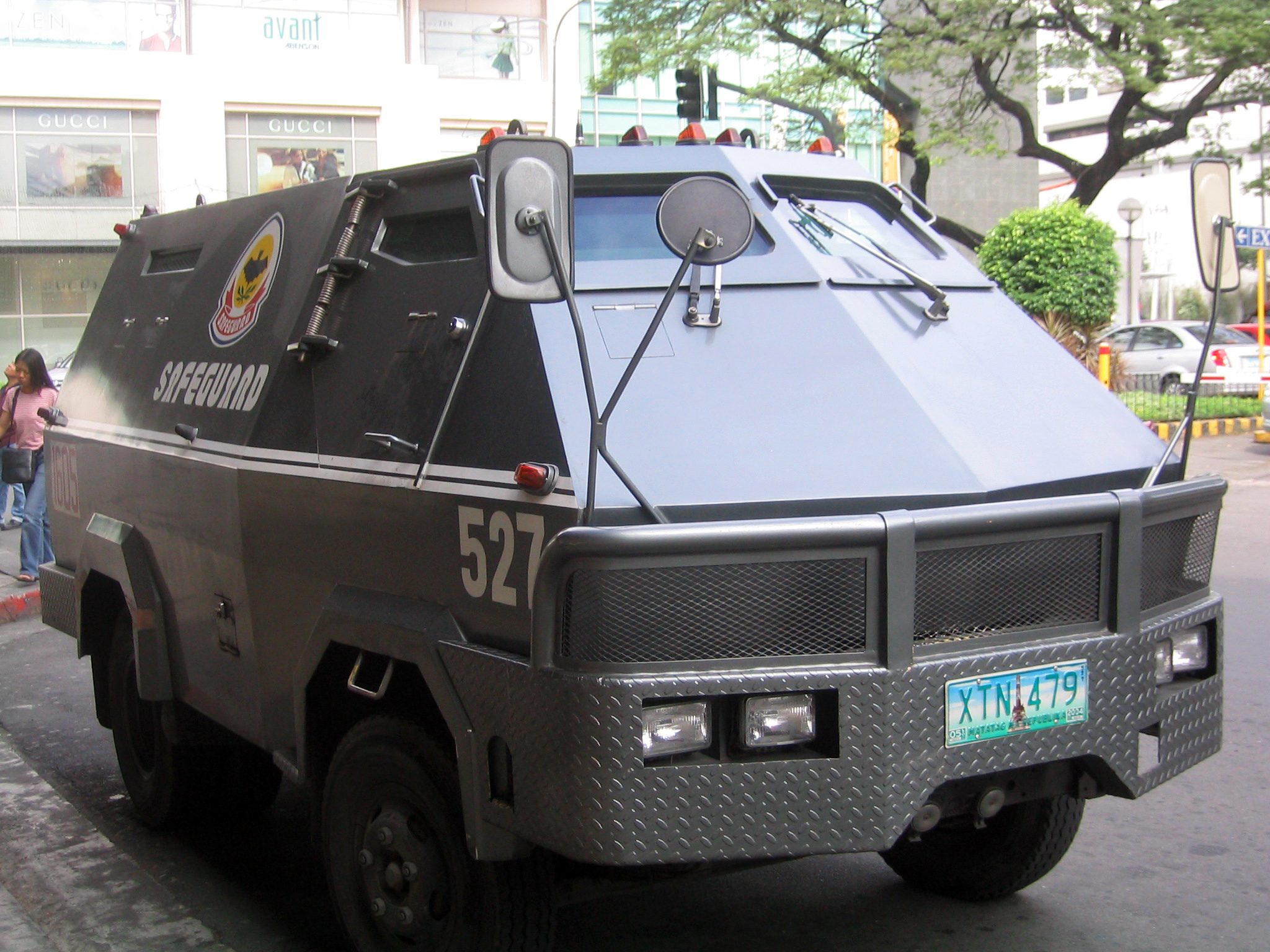
Un fourgon blindé à Manille.

Le transport ou le convoi de fonds est un type de transport routier ou parfois ferroviaire, opéré le plus souvent pour le compte d'autrui, dans lequel les marchandises acheminées sont des fonds en espèces ; étant donné les risques de braquage, le transport est très sécurisé, les convoyeurs armés, les véhicules blindés.
Les convoyeurs de fonds approvisionnent les banques et les guichets automatiques, et transportent les recettes des commerces et sociétés de services.
Les marchandises convoyées peuvent également être des chèques vierges ou émis, des cartes bancaires, des titres-restaurant, des effets de commerce, des pierres ou des métaux précieux, ou tout autre objet de valeur.
Le transport de fonds est souvent pris en charge par des entreprises du secteur privé, qui peuvent par ailleurs proposer d'autres services dans le domaine de la sécurité, tels que :
- le gardiennage,
- le comptage des billets de banque et des pièces de monnaie ainsi que le stockage et la gestion centralisée des encaisses
- le relevé des coffres-tirelire des banques et autres commerces,
- le postmarquage des chèques bancaires,
- l'approvisionnement des distributeurs de billets de banque (DAB - GAB)

## Particularités nationales
En France le métier de convoyeur de fond est accessible à un âge minimum de 21 ans, du fait du port d’arme qu’ont les convoyeurs.
Dans les pays où la détention et le port d'armes à feu sont interdits, les convoyeurs de fonds bénéficient alors d'autorisations. De plus, les convois les plus risqués peuvent bénéficier d'une escorte des forces de police, publiques.

## Dans la culture
Certains malfaiteurs, comme Antonio Ferrara, se sont illustrés dans le braquage de convois de fonds. Ce thème fait également l'objet de nombreux films policiers tels que Le Convoyeur, Blindés, 36 quai des Orfèvres, Nid de guêpes (film) ou Heat.
 Plus récemment, l'affaire Toni Musulin (un convoyeur de fonds français qui s'est emparé du fourgon qu'il conduisait ainsi que de sa cargaison) a été portée à l'écran dans le film 11.6 avec dans le rôle principal François Cluzet